# Community College of Philadelphia
Le Community College of Philadelphia est un college américain situé dans la ville de Philadelphie en Pennsylvanie. Fondée en 1964 et ouverte en 1965, son principal campus se trouve au 1700 Spring Garden Street. Le college propose 70 diplômes différents et un vaste gamme de formations allant des arts aux sciences en passant par l'économie. Elle compte quelque 38 000 étudiants (2007), ce qui en fait le plus grand établissement d'enseignement supérieur de la ville. Les étudiants viennent de 65 pays différents. La vie culturelle de l'université est assurée par plus de 40 clubs et associations.